# NGC 5799
NGC 5799 (również PGC 53875) – galaktyka spiralna (S0-a), znajdująca się w gwiazdozbiorze Ptaka Rajskiego. Odkrył ją John Herschel 4 kwietnia 1835 roku.